# Nathan Blake
Nathan Alexander Blake (Cardiff, 27 gennaio 1972) è un ex calciatore gallese, di origini giamaicane, di ruolo attaccante.

## Carriera
Ad eccezione del periodo di militanza con il Cardiff City, ha sempre giocato in squadre inglesi, disputando anche 92 partite in Premier League mettendo a segno 23 goal con 4 squadre diverse tra il 1993 e il 2004 in 6 stagioni.
Nell'agosto 2005 è stato trovato positivo a un test antidoping ed è stato squalificato per 6 mesi.
Al termine dalla squalifica, il 30 agosto 2006, ha firmato un contratto di due mesi con il Newport County, con cui ha segnato 1 goal in 5 partite prima della scadenza naturale del contratto a ottobre visto che non è stato rinnovato.
Non avendo più trovato squadra si è ritirato poco dopo.
Detiene (insieme all'islandese Hermann Hreiðarsson) il record di retrocessioni dalla Premier alla Championship.

## Palmarès

### Club

#### Competizioni nazionali
- Coppa del Galles: 2

Cardiff City: 1991-1992, 1992-1993

## Statistiche

### Cronologia presenze e reti in nazionale
| Cronologia completa delle presenze e delle reti in nazionale ― Galles | Cronologia completa delle presenze e delle reti in nazionale ― Galles | Cronologia completa delle presenze e delle reti in nazionale ― Galles | Cronologia completa delle presenze e delle reti in nazionale ― Galles | Cronologia completa delle presenze e delle reti in nazionale ― Galles | Cronologia completa delle presenze e delle reti in nazionale ― Galles | Cronologia completa delle presenze e delle reti in nazionale ― Galles | Cronologia completa delle presenze e delle reti in nazionale ― Galles |
| Data                                                                  | Città                                                                 | In casa                                                               | Risultato                                                             | Ospiti                                                                | Competizione                                                          | Reti                                                                  | Note                                                                  |
| --------------------------------------------------------------------- | --------------------------------------------------------------------- | --------------------------------------------------------------------- | --------------------------------------------------------------------- | --------------------------------------------------------------------- | --------------------------------------------------------------------- | --------------------------------------------------------------------- | --------------------------------------------------------------------- |
| 9-3-1994                                                              | Wrexham                                                               | Galles                                                                | 1 – 3                                                                 | Norvegia                                                              | Amichevole                                                            | -                                                                     | 59’                                                                   |
| 20-4-1994                                                             | Swansea                                                               | Galles                                                                | 0 – 2                                                                 | Svezia                                                                | Amichevole                                                            | -                                                                     | 81’                                                                   |
| 7-9-1994                                                              | Cardiff                                                               | Galles                                                                | 2 – 0                                                                 | Albania                                                               | Amichevole                                                            | -                                                                     | 80’                                                                   |
| 12-10-1994                                                            | Chișinău                                                              | Moldavia                                                              | 3 – 2                                                                 | Galles                                                                | Qual. Euro 1996                                                       | 1                                                                     | 85’                                                                   |
| 11-10-1995                                                            | Swansea                                                               | Galles                                                                | 1 – 2                                                                 | Germania                                                              | Qual. Euro 1996                                                       | -                                                                     | 40’ 84’                                                               |
| 24-1-1996                                                             | Terni                                                                 | Italia                                                                | 3 – 0                                                                 | Galles                                                                | Amichevole                                                            | -                                                                     | 77’                                                                   |
| 20-8-1997                                                             | Istanbul                                                              | Turchia                                                               | 6 – 4                                                                 | Galles                                                                | Qual. Mondiali 1998                                                   | 1                                                                     |                                                                       |
| 5-9-1998                                                              | Liverpool                                                             | Galles                                                                | 0 – 2                                                                 | Italia                                                                | Qual. Euro 2000                                                       | -                                                                     | 11’ 65’                                                               |
| 10-10-1998                                                            | Copenaghen                                                            | Danimarca                                                             | 1 – 2                                                                 | Galles                                                                | Qual. Euro 2000                                                       | -                                                                     | 69’                                                                   |
| 14-10-1998                                                            | Cardiff                                                               | Galles                                                                | 3 – 2                                                                 | Bielorussia                                                           | Qual. Euro 2000                                                       | -                                                                     |                                                                       |
| 31-3-1999                                                             | Zurigo                                                                | Svizzera                                                              | 2 – 0                                                                 | Galles                                                                | Qual. Euro 2000                                                       | -                                                                     | 64’                                                                   |
| 4-9-1999                                                              | Minsk                                                                 | Bielorussia                                                           | 1 – 2                                                                 | Galles                                                                | Qual. Euro 2000                                                       | -                                                                     |                                                                       |
| 9-10-1999                                                             | Wrexham                                                               | Galles                                                                | 0 – 2                                                                 | Svizzera                                                              | Qual. Euro 2000                                                       | -                                                                     | 78’                                                                   |
| 23-2-2000                                                             | Doha                                                                  | Qatar                                                                 | 0 – 1                                                                 | Galles                                                                | Amichevole                                                            | -                                                                     | Ammonizione                                                           |
| 29-3-2000                                                             | Wrexham                                                               | Galles                                                                | 1 – 2                                                                 | Finlandia                                                             | Amichevole                                                            | -                                                                     | 79’                                                                   |
| 2-9-2000                                                              | Minsk                                                                 | Bielorussia                                                           | 2 – 1                                                                 | Galles                                                                | Qual. Mondiali 2002                                                   | -                                                                     | 73’                                                                   |
| 7-10-2000                                                             | Cardiff                                                               | Galles                                                                | 1 – 1                                                                 | Norvegia                                                              | Qual. Mondiali 2002                                                   | 1                                                                     |                                                                       |
| 11-10-2000                                                            | Bydgoszcz                                                             | Polonia                                                               | 0 – 0                                                                 | Galles                                                                | Qual. Mondiali 2002                                                   | -                                                                     |                                                                       |
| 2-6-2001                                                              | Cardiff                                                               | Galles                                                                | 1 – 2                                                                 | Polonia                                                               | Qual. Mondiali 2002                                                   | 1                                                                     | 68’                                                                   |
| 6-6-2001                                                              | Donec'k                                                               | Ucraina                                                               | 1 – 1                                                                 | Galles                                                                | Qual. Mondiali 2002                                                   | -                                                                     | 34’ 72’                                                               |
| 5-9-2001                                                              | Oslo                                                                  | Norvegia                                                              | 3 – 2                                                                 | Galles                                                                | Qual. Mondiali 2002                                                   | -                                                                     | 84’                                                                   |
| 27-3-2002                                                             | Cardiff                                                               | Galles                                                                | 0 – 0                                                                 | Rep. Ceca                                                             | Amichevole                                                            | -                                                                     | 16’ 62’                                                               |
| 16-10-2002                                                            | Cardiff                                                               | Galles                                                                | 2 – 1                                                                 | Italia                                                                | Qual. Euro 2004                                                       | -                                                                     | 90+1’                                                                 |
| 20-8-2003                                                             | Belgrado                                                              | Serbia e Montenegro                                                   | 1 – 0                                                                 | Galles                                                                | Qual. Euro 2004                                                       | -                                                                     | 78’                                                                   |
| 6-9-2003                                                              | Milano                                                                | Italia                                                                | 4 – 0                                                                 | Galles                                                                | Qual. Euro 2004                                                       | -                                                                     | 82’                                                                   |
| 10-9-2003                                                             | Cardiff                                                               | Galles                                                                | 1 – 1                                                                 | Finlandia                                                             | Qual. Euro 2004                                                       | -                                                                     | 82’                                                                   |
| 11-10-2003                                                            | Cardiff                                                               | Galles                                                                | 2 – 3                                                                 | Serbia e Montenegro                                                   | Qual. Euro 2004                                                       | -                                                                     | 86’                                                                   |
| 15-11-2003                                                            | Mosca                                                                 | Russia                                                                | 0 – 0                                                                 | Galles                                                                | Qual. Euro 2004                                                       | -                                                                     | 83’                                                                   |
| 19-11-2003                                                            | Cardiff                                                               | Galles                                                                | 0 – 1                                                                 | Russia                                                                | Qual. Euro 2004                                                       | -                                                                     | 73’                                                                   |
| Totale                                                                |                                                                       | Presenze                                                              | 29                                                                    |                                                                       | Reti                                                                  | 4                                                                     |                                                                       |